# 城戸恒
城戸 恒（きど ひさし、1937年6月21日 - ）は、日本の実業家。ヤマキ創業者城戸豊吉の孫で、同社第2代代表取締役社長を務めた。日本食糧新聞社第40回食品産業功労賞受賞。

## 人物・経歴
創業者である祖父城戸豊吉の死去を受け、1958年に28歳で城戸商店（のちのヤマキ）代表取締役社長に就任。削りぶし専業からの脱却を図り、ヤマキへの商号変更を行うなどした。2007年に味の素との資本提携を結び、同年長男の城戸善浩に代表取締役社長職を譲り、自身は代表取締役会長に退いた。2009年取締役相談役。2017年名誉会長。日本食糧新聞社第40回食品産業功労賞（生産部門）受賞。